# Enclos prioral de Dame-Marie
Le prieuré de Dame-Marie était une dépendance de l'abbaye de Jumièges. Vendu comme bien national à la Révolution, il fut vendu par lots au cours du XIXe siècle et modifié. Il reste aujourd'hui l'église, le logis du prieur, la ferme, la grange et la porterie.

## Localisation
L'église est située dans le département français de l'Orne, sur la commune de Dame-Marie.

## Protection
La porterie de l'enclos est inscrite au titre des monuments historiques en 1997.

## Vues

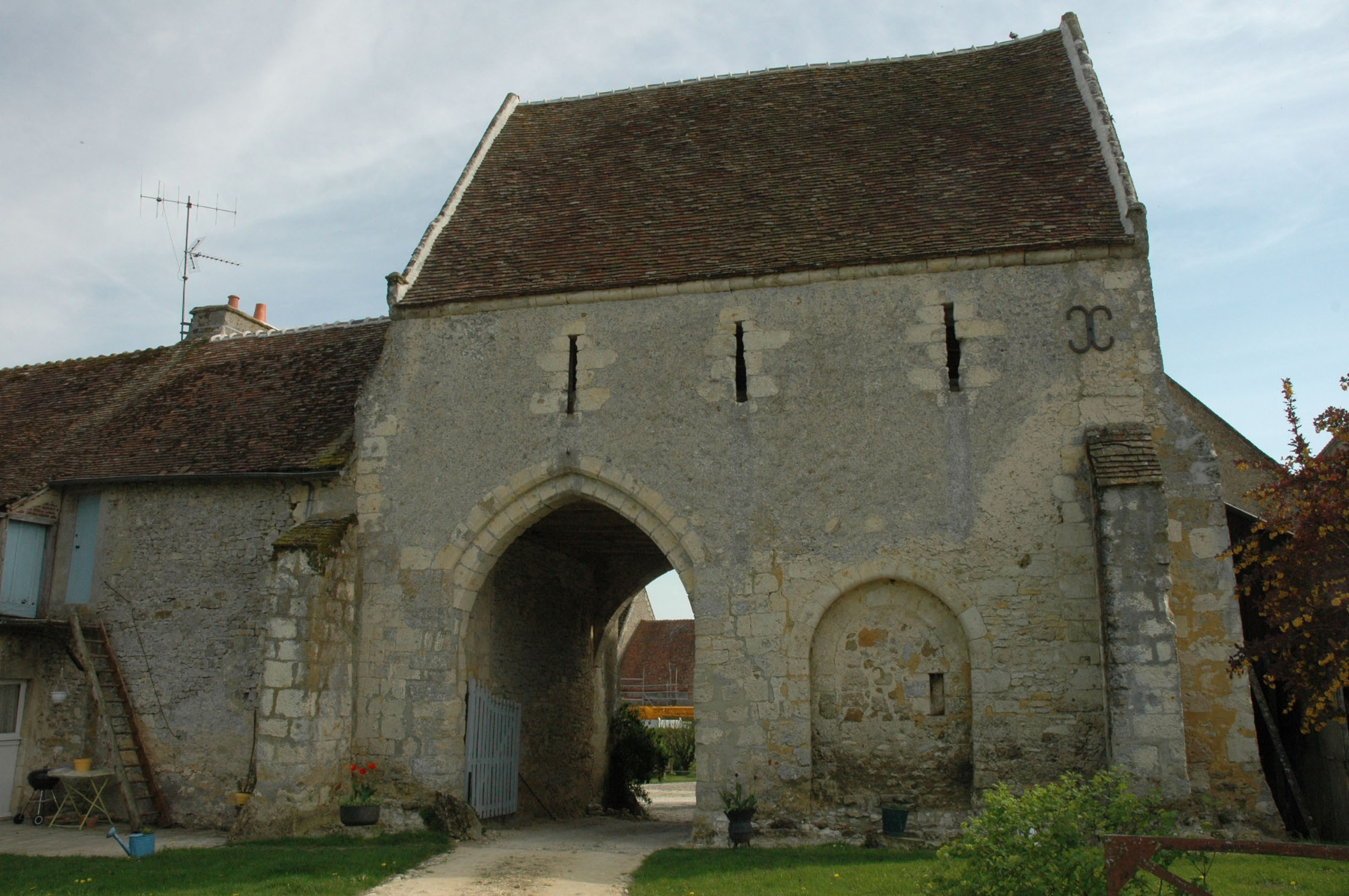
La porterie.
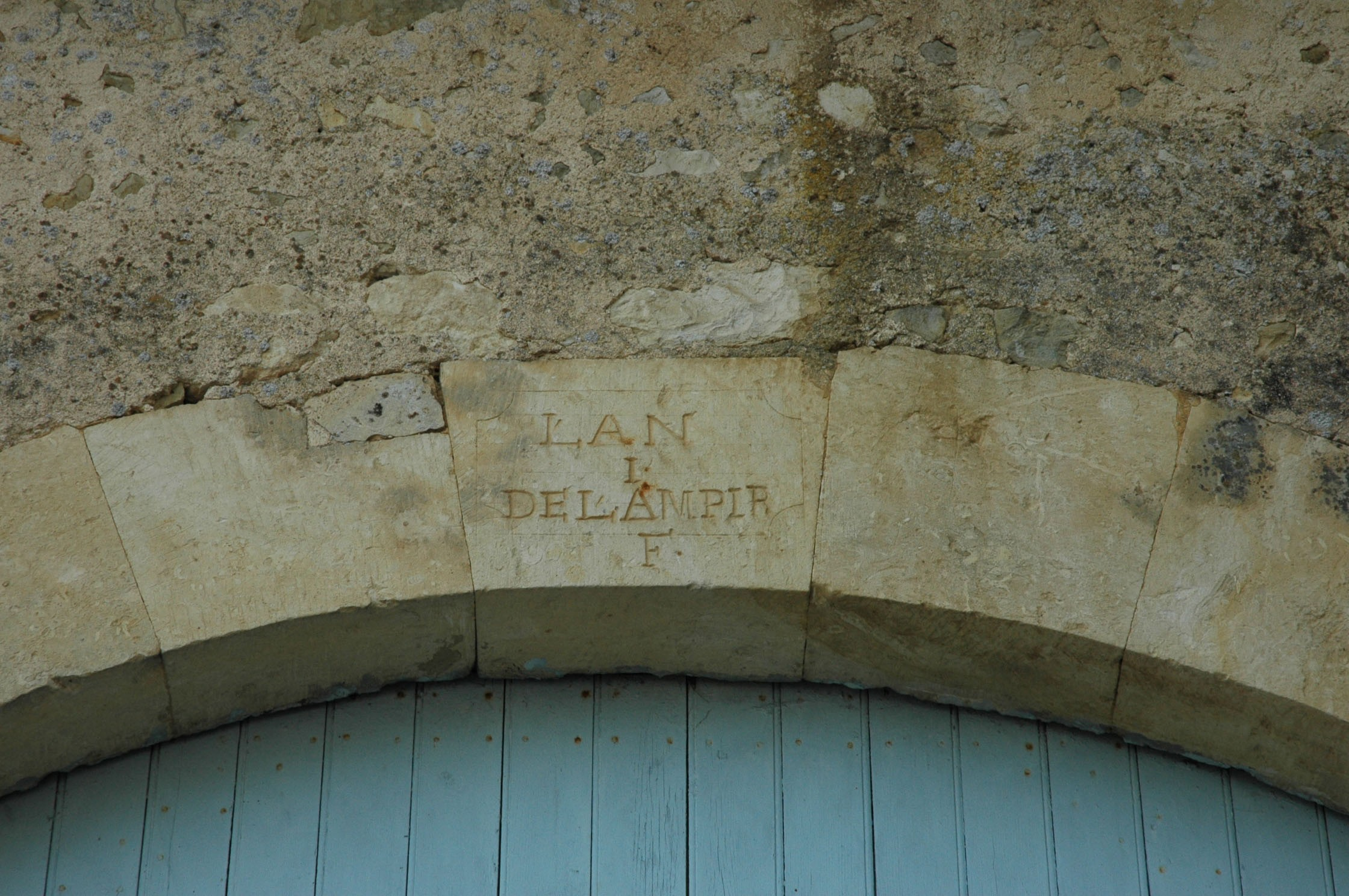
Inscription « L'AN I DE L'AMPIRE ».